# Jordan Hastings
Jordan "Ratbeard" Hastings, född 15 mars 1982 i Hamilton, Ontario, är den nuvarande trummisen för kanadensiska post-hardcore-bandet Alexisonfire efter att han ersatte den grundande medlemmen Aaron Solowoniuk

## Tidigare projekt
Jordan Hastings var tidigare trummis för Burlington-baserade banden Jersey, Chapter One och Hoodrat, inga av banden är fortfarande aktiva. Hastings var även trummis för sidoprojektet The Black Lungs med gamla bandkamraten Sean McNabb och nuvarande bandkamraterna Wade MacNeil och George Pettit. The Black Lungs är nu splittrade och innehåller endast Wade MacNeil och Sammi Bogdanski.